# Pararge nevadensis
Pararge nevadensis är en fjärilsart som beskrevs av Charles Oberthür 1909. Pararge nevadensis ingår i släktet Pararge och familjen praktfjärilar. Inga underarter finns listade i Catalogue of Life.